# Gwiazda estrady
Gwiazda estrady lub Kobieta, która śpiewa (ros. Женщина, которая поёт, Żenszczina, kotoraja pojot, ang. The Woman Who Sings) – radziecki musical z 1978 roku w reżyserii Aleksandra Orłowa. W roli Anny Strielcowej zagrała rosyjska piosenkarka Ałła Pugaczowa.
Film stał się wielkim kinowym hitem, który rok później po premierze zyskał największą liczbę widzów. Piosenki z filmu stały się przebojami i do dziś należą do klasyki rosyjskiej muzyki rozrywkowej. Piosenkarka Ałła Pugaczowa w ankiecie dla magazynu „Sowiecki Ekran” została nazwana „najlepszą aktorką roku”.

## Opis filmu
Film opisuje historię Anny Strielcowej (Ałła Pugaczowa), która marzy o wielkiej karierze estradowej piosenkarki. Spodziewająca się dziecka, postanawia opuścić swojego narzeczonego i z pomocą przyjaciół z zespołu powrócić po porodzie na scenę jako solistka i kompozytorka.
Film „Gwiazda estrady” nie jest rejestracją estradowych występów Pugaczowej, lecz fabularną opowieścią o niej samej. Fakty z jej życia przeplatają się z fikcyjnymi zdarzeniami głównej bohaterki – Anny Strielcowej.

## Obsada
- Ałła Pugaczowa jako Anna Strielcowa
- Ałła Budnickaja jako Masza
- Nikołaj Wołkow jako Andriej
- Aleksandr Choczinski jako Walentin Stiepanowicz, mąż Anny
- Leonid Garin jako Leon, kierownik zespołu
- Ilja Rutbierg jako Michaił
- Wadim Aleksandrow jako Iwan Stiepanowicz Klimkin, administrator
- Władimir Szubarin jako tancerz
- Jurij Biełow jako pasażer w samolocie

i inni